# 741 Botolphia
741 Botolphia је астероид главног астероидног појаса са пречником од приближно 29,64 .
Афел астероида је на удаљености од 2,906 астрономских јединица (АЈ) од Сунца, а перихел на 2,534 АЈ.
Ексцентрицитет орбите износи 0,068, инклинација (нагиб) орбите у односу на раван еклиптике 8,413 степени, а орбитални период износи 1639,275 дана (4,488 године).
Апсолутна магнитуда астероида је 10,40 а геометријски албедо 0,139.
Астероид је откривен 10. фебруара 1913. године.